# Gleneagle
Gleneagle – jednostka osadnicza w Stanach Zjednoczonych, w stanie Kolorado, w hrabstwie El Paso.